# Gelis shushae
Gelis shushae är en stekelart som beskrevs av Jonaitis och Alijev 1988. Gelis shushae ingår i släktet Gelis och familjen brokparasitsteklar. Inga underarter finns listade i Catalogue of Life.